# La Fureur du juste
Pour plus de détails, voir Fiche technique et Distribution.
La Fureur du juste ou Octagon, le combat des maîtres (The Octagon) est un film américain réalisé par Eric Karson, sorti en 1980.

## Synopsis
Ancien champion de karaté, Scott James n’est pas homme à courber l’échine. Au meurtre de Justine, une riche et belle héritière qui lui demande de la protéger, il réagit par une colère noire, froide. Scott James ne poursuit désormais plus qu’un but : infiltrer Ninja, une organisation terroriste internationale dirigée par Seikura, qui fut autrefois son frère d’armes…

## Fiche technique
- Titre français : La Fureur du juste
- Titre original : The Octagon
- Réalisation : Eric Karson
- Scénario : Leigh Chapman
- Musique : Dick Halligan
- Photographie : Michel Hugo
- Montage : Dann Cahn
- Production : Joel Freeman
- Société de production : American Cinema Productions
- Société de distribution : American Cinema Releasing
- Pays :  États-Unis
- Langue : Anglais
- Format : Couleur - Mono - 35 mm - 1.85:1
- Genre : Action
- Durée : 104 min

## Distribution
- Chuck Norris (VF : Bernard Tiphaine) : Scott James
- Karen Carlson (VF : Martine Messager) : Justine
- Lee Van Cleef (VF : Georges Atlas) : McCarn
- Art Hindle (VF : Patrick Poivey) : A. J.
- Carol Bagdasarian (VF : Annie Balestra) : Aura
- Tadashi Yamashita : Seikura
- Yuki Shimoda (VF : Albert Augier) : Katsumo
- Kurt Grayson : Doggo
- Kim Lankford (VF : Catherine Lafond) : Nancy
- John Fujioka : Isawa
- Larry D. Mann (VF : Alain Flick) : Tibor
- Tracey Walter (VF : Roger Crouzet) : M. Beedy (non crédité)
- Gerald Okamura : L'instructeur Ninja
- Redmond Gleeson (VF : Vincent Violette) : Duffy
- Richard Norton (VF : Hervé Jolly) : Longlegs
- Alan Chappuis (VF : Hervé Jolly) : Pierre
- Ernie Hudson : Quinine